# Sageretia minutiflora
Sageretia minutiflora là một loài thực vật có hoa trong họ Táo. Loài này được (Michx.) C. Mohr miêu tả khoa học đầu tiên năm 1901.